# Grecí Lacó
Grecí Lacó (en llatí Graecinus Laco) va ser un militar i magistrat romà del segle i.
Era praefectus vigilum (cap dels vigilants nocturns) al divuitè any del regnat de Tiberi, l'any 31. Quan l'emperador va encarregar a Sertori Macró d'arrestar a Sejà, Lacó va ser estacionat amb els seus homes a la vora del temple d'Apol·lo on hi havia el senat i a un senyal convingut de Tiberi, va entrar amb els seus homes i va arrestar a Sejà. Per aquest servei, que requeria molt de secret, Lacó fou recompensat amb una forta suma i els ornaments de qüestor, segons explica Dió Cassi.